# Ladinok

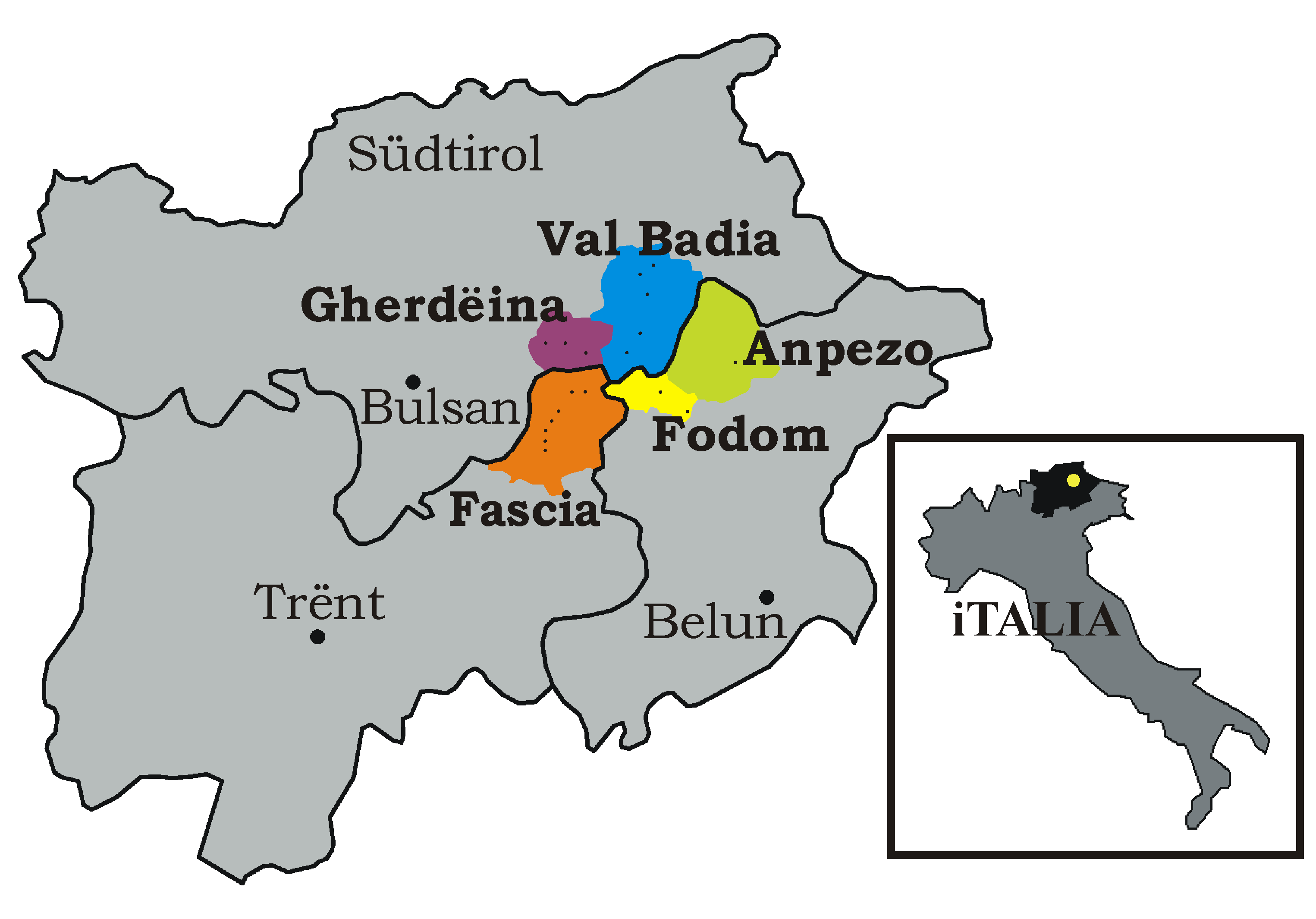
Völgyek észak Olaszországban, ahol ladin nyelvet beszélnek

A ladinok egy népcsoport Olaszország északi részén. Főleg a következő helyeken vannak letelepedve: Badia és Gardena völgyében (Dél-Tirol), Fassa-völgy (Trento megye), valamint Livinallongo (ladinul Fodóm, németül Buchenstein) és az Ampezzói-völgyben (Cortina d’Ampezzo környéke, Belluno megye, Veneto régió).
A ladin nyelv egy rétoromán dialektus, rokon nyelv a svájci romans és friuli nyelvekkel. Tirol részeként, hasonló a kultúrájuk, történelmük, szokásaik, környezetük és építészetük.
A ladinok a XIX. században alakították ki saját etnikai identitásukat.
Micurà de Rü volt aki először megpróbálta kialakítani a ladin nyelv írásos formáját. Manapság a ladin kultúrát a kormány által támogatott a Istitut Ladin Micurà de Rü népszerűsíti a dél-tiroli San Martino in Badia községben, ahol egy ladin múzeum is működik. A Trentinóban és Bellunóban a ladinoknak saját kulturális intézményeik vannak, Majon de Fascegn Vigo di Fassa-ban, Cesa de Jan Colle Santa Lucia-ban és Istituto Ladin de la Dolomites Borca di Cadore-ban.
A ladinok, a lakosság 4,53%-át teszik ki Dél-Tirolban. 
Sok déltiroli rege a ladin területekről származik, a ladinok nemzeti eposzát (Fanes királysága) is beleértve. Egy másik ladin mitológiai alak, Anguana a démon.

## Ladin közösségek

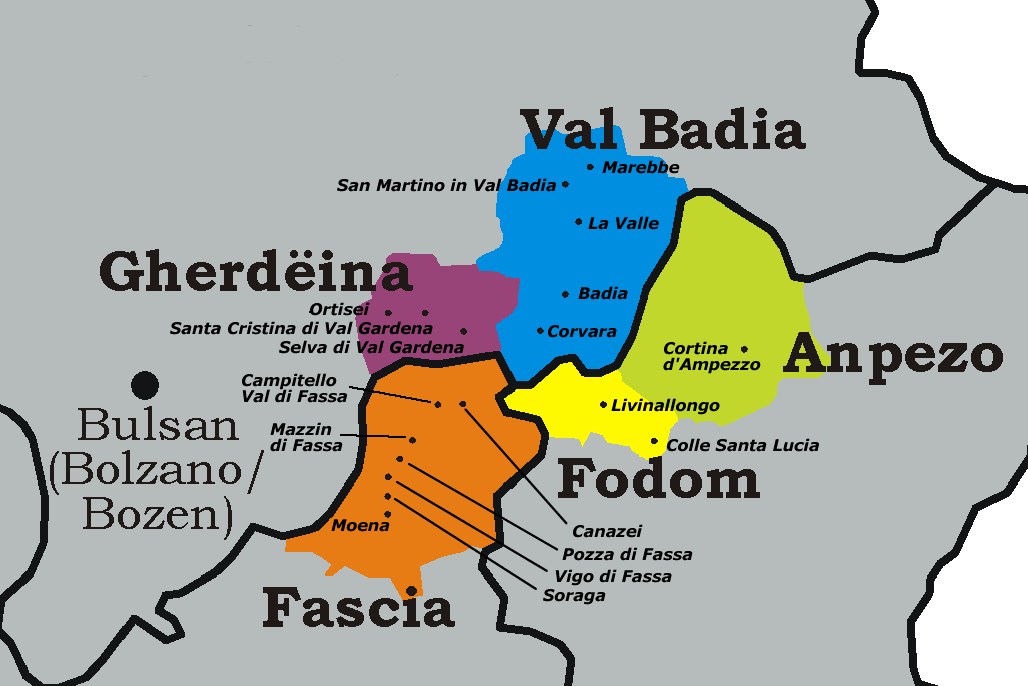
Ladin közösségek

| Ladin név                | Olasz név                    | Német név               | Tartomány | Terület (km²) | Lakosság |
| ------------------------ | ---------------------------- | ----------------------- | --------- | ------------- | -------- |
| Anpezo                   | Cortina d’Ampezzo            | Hayden                  | Belluno   | 255           | 6,150    |
| Urtijëi                  | Ortisei                      | St. Ulrich in Gröden    | Dél-Tirol | 24            | 4,569    |
| Badia                    | Badia                        | Abtei                   | Dél-Tirol | 82            | 3,237    |
| Marebbe                  | Marebbe                      | Enneberg                | Dél-Tirol | 161           | 2,684    |
| Moéna                    | Moena                        | Moena                   | Trentino  | 82            | 2,628    |
| Sëlva                    | Selva di Val Gardena         | Wolkenstein in Gröden   | Dél-Tirol | 53            | 2,589    |
| Poza                     | Pozza di Fassa               | Potzach im Fassatal     | Trentino  | 73            | 1,983    |
| Cianacei                 | Canazei                      | Kanzenei                | Trentino  | 67            | 1,844    |
| Santa Cristina Gherdëina | Santa Cristina Valgardena    | St. Christina in Gröden | Dél-Tirol | 31            | 1,840    |
| San Martin de Tor        | San Martino in Badia         | St. Martin in Thurn     | Dél-Tirol | 76            | 1,727    |
| Fodom                    | Livinallongo del Col di Lana | Buchenstein             | Belluno   | 99            | 1,436    |
| Corvara                  | Corvara                      | Kurfar                  | Dél-Tirol | 42            | 1,266    |
| La Val                   | La Valle                     | Wengen                  | Dél-Tirol | 39            | 1,251    |
| Vich                     | Vigo di Fassa                | Vig im Fassatal         | Trentino  | 26            | 1,142    |
| Ciampedèl                | Campitello di Fassa          | Kampidel im Fassatal    | Trentino  | 25            | 732      |
| Sorèga                   | Soraga                       | Überwasser              | Trentino  | 19            | 677      |
| Mazin                    | Mazzin                       | Mazzin                  | Trentino  | 23            | 440      |
| Col                      | Colle Santa Lucia            | Verseil                 | Belluno   | 15            | 418      |

## Galéria

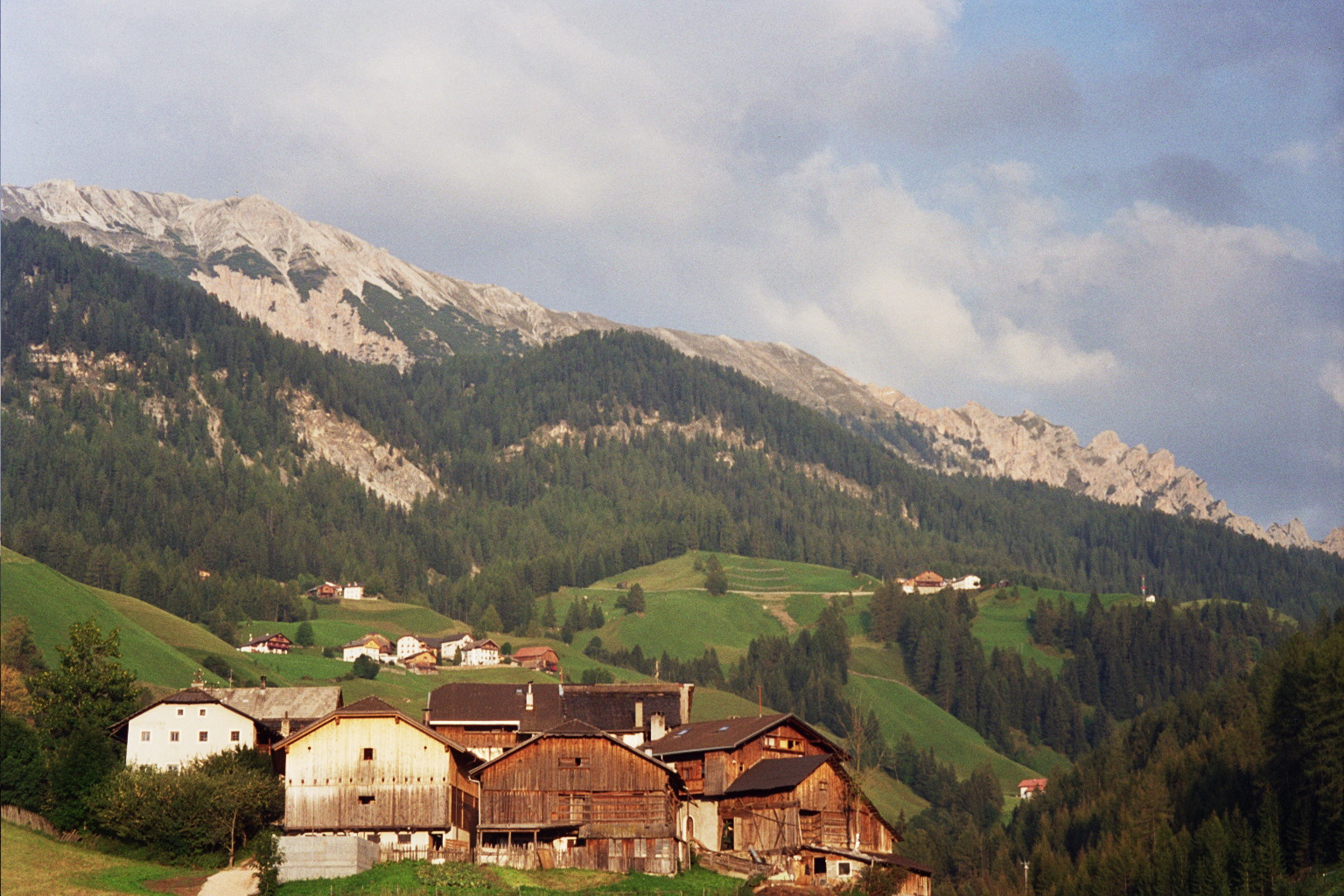
Ladin farmok La Val-ban
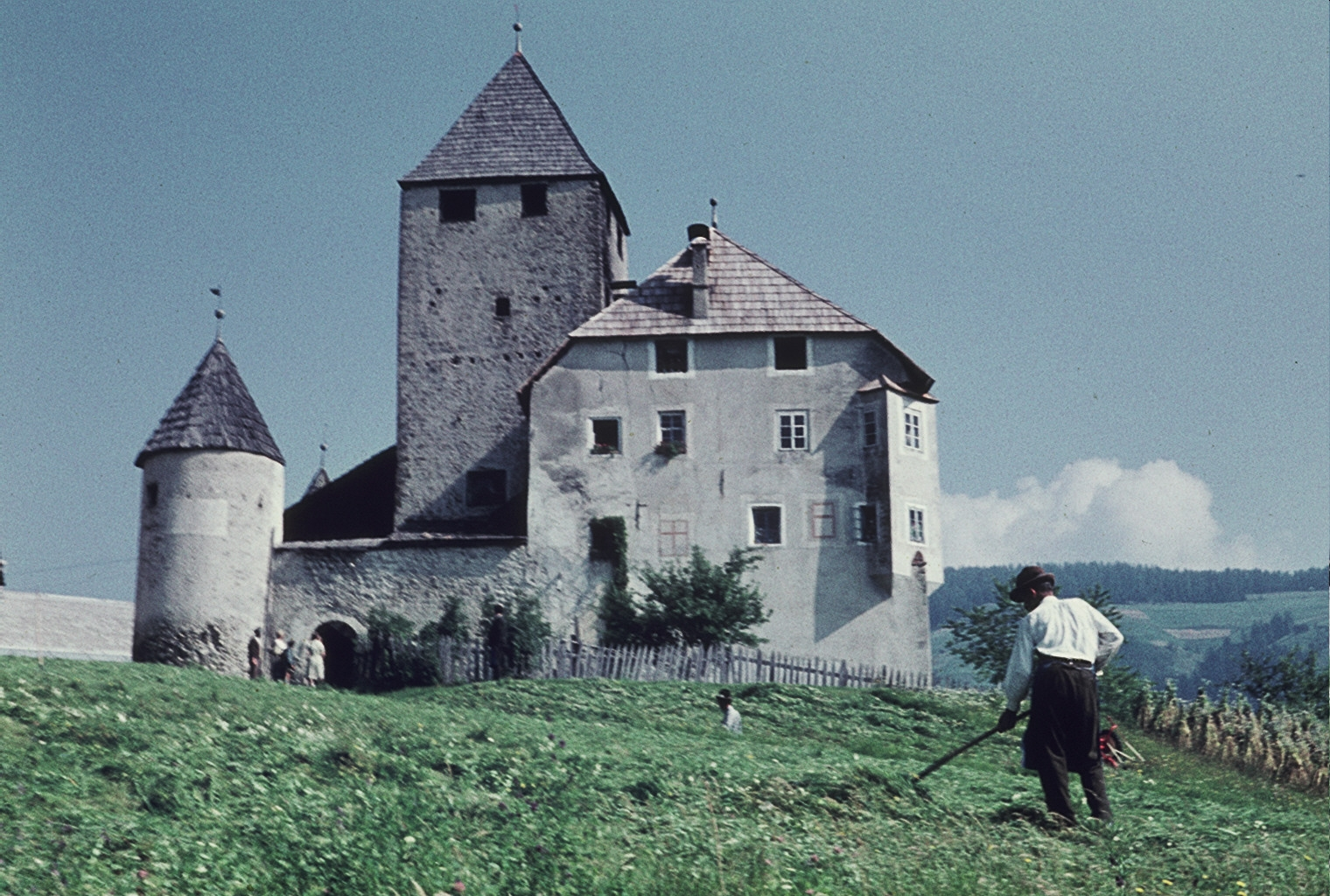
Thurn kastély San Martin de Tor-ban
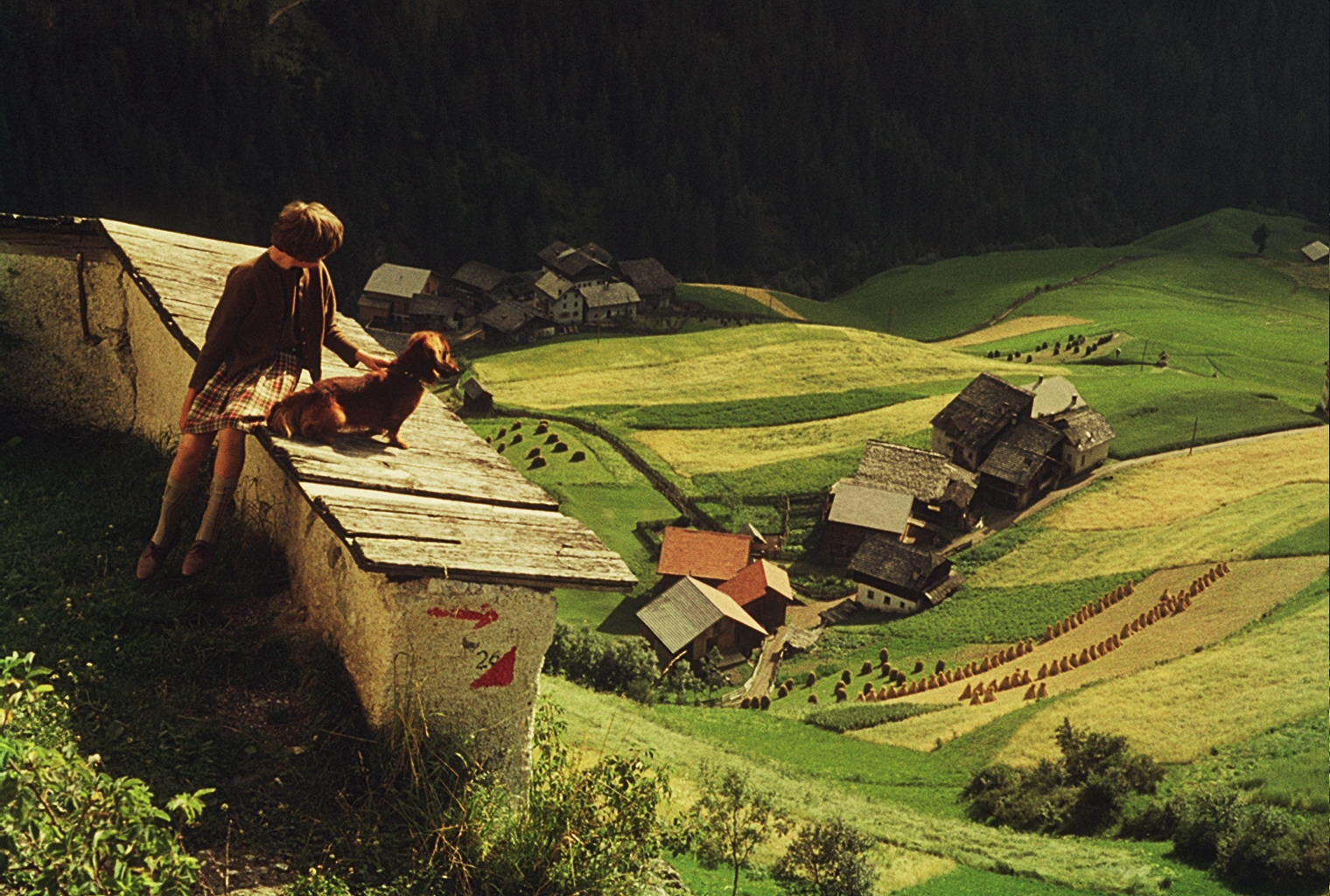
Tavella és Lunz La Val-ban
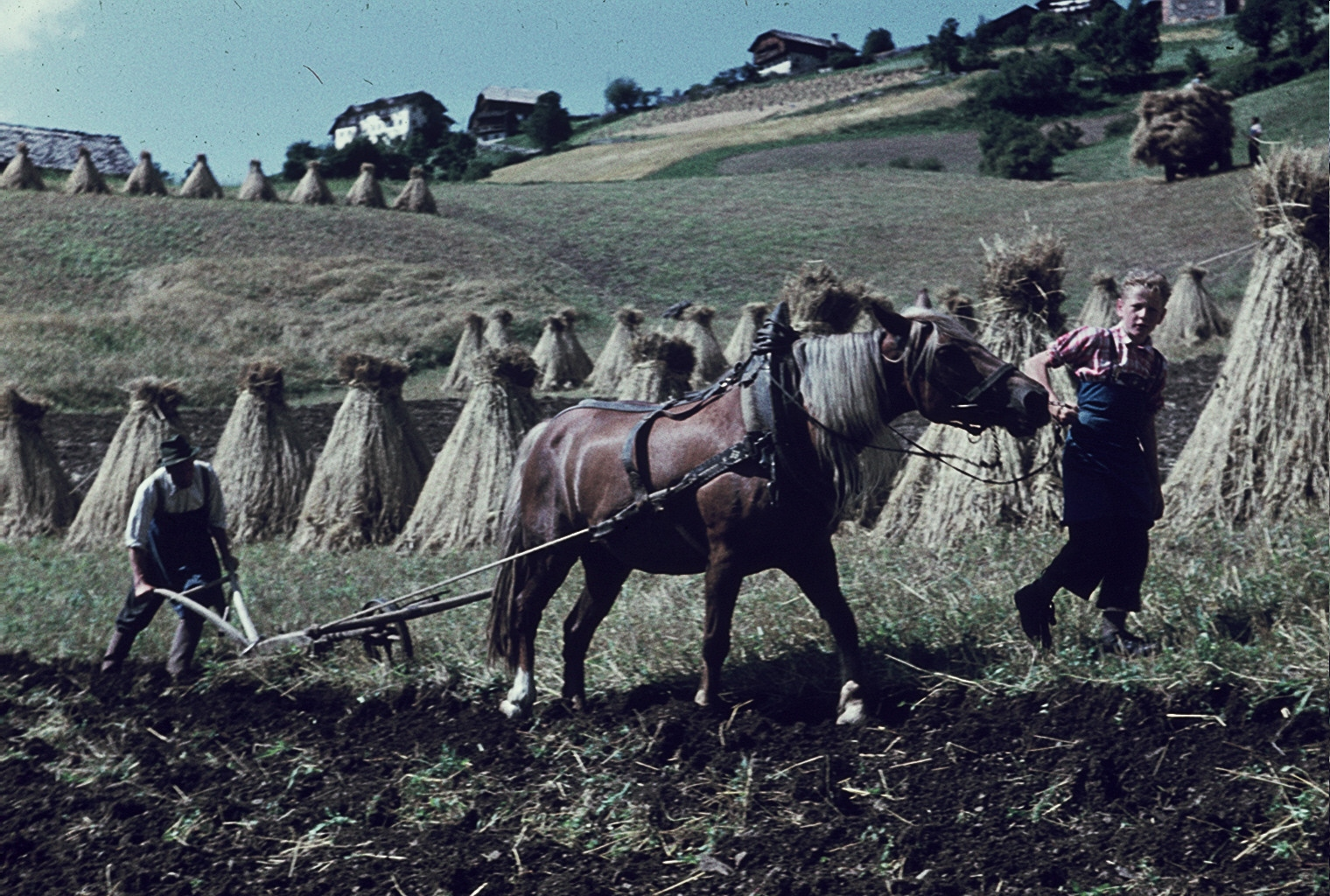
Szántás La Val-ban.

## Fordítás
- Ez a szócikk részben vagy egészben  a   Ladin people című angol Wikipédia-szócikk fordításán alapul.  Az eredeti cikk szerkesztőit annak laptörténete sorolja fel. Ez a jelzés csupán a megfogalmazás eredetét és a szerzői jogokat jelzi, nem szolgál a cikkben szereplő információk forrásmegjelöléseként.